# MTV Movie Awards 1996
MTV Movie Awards 1996 var 1996-udgaven af MTV Movie Awards sendt på MTV. Dette blev afholdt den 8. juni 1996 i Walt Disney Studios, Burbank, Californien og showets værter var Ben Stiller og Janeane Garofalo. Aftenens optrædener var Whitney Houston, Garbage, Adam Sandler og The Fugees sammen med Roberta Flack. Det var også dette år at kategorien "Best Fight" blev introduceret. Showets højeste antal vundne priser blev filmen Seven, som vandt 3 ud af 4 nomineringer, imens filmen Batman Forever havde det højeste antal nomineringer med i alt 5, dog uden at vinde noget. Filmene Braveheart og Dangerous Minds fik hver 4 nomineringer, uden nogen prismodtagelse og filmene Clueless og Ace Ventura: Når Naturen Kalder fik hver 3 nomineringer, hvor Ace Ventura vandt 2 priser og Clueless ingen.

## Vindere og nominerede

### Best Movie
Seven
- Apollo 13
- Braveheart
- Clueless
- Dangerous Minds

### Best Male Performance
Jim Carrey – Ace Ventura: Når Naturen Kalder
- Mel Gibson – Braveheart
- Tom Hanks – Apollo 13
- Denzel Washington – Fjenden i dybet
- Brad Pitt – Twelve Monkeys

### Best Female Performance
Alicia Silverstone – Clueless
- Sandra Bullock – While You Were Sleeping
- Michelle Pfeiffer – Dangerous Minds
- Susan Sarandon – Dead Man Walking
- Sharon Stone – Casino

### Most Desirable Male
Brad Pitt – Seven
- Antonio Banderas – Desperado
- Mel Gibson – Braveheart
- Val Kilmer – Batman Forever
- Keanu Reeves – A Walk in the Clouds

### Most Desirable Female
Alicia Silverstone – Clueless
- Sandra Bullock – While You Were Sleeping
- Nicole Kidman – Batman Forever
- Demi Moore – Striptease
- Michelle Pfeiffer – Dangerous Minds

### Best Breakthrough Performance
George Clooney – From Dusk Till Dawn
- Sean Patrick Flanery – Powder
- Natasha Henstridge – Species
- Lela Rochon – Waiting to Exhale
- Chris Tucker – Friday

### Best On-Screen Duo
Chris Farley & David Spade – Tommy Boy
- Martin Lawrence & Will Smith – Bad Boys
- Ice Cube & Chris Tucker – Friday
- Brad Pitt & Morgan Freeman – Seven
- Tom Hanks & Tim Allen – Toy Story

### Best Villain
Kevin Spacey – Seven
- Jim Carrey – Batman Forever
- Joe Pesci – Casino
- Tommy Lee Jones – Batman Forever
- John Travolta – Broken Arrow

### Best Comedic Performance
Jim Carrey – Ace Ventura: Når Naturen Kalder
- Chris Farley – Tommy Boy
- Adam Sandler – Happy Gilmore
- Alicia Silverstone – Clueless
- Chris Tucker – Friday

### Best Song From A Movie
"Sittin' Up In My Room" sunget af Brandy – Waiting to Exhale 
- "Kiss From a Rose" sunget af Seal – Batman Forever
- "Gangsta's Paradise" sunget af Coolio – Dangerous Minds
- "Exhale (Shoop Shoop)" sunget af Whitney Houston – Waiting to Exhale
- "Hold Me, Thrill Me, Kiss Me, Kill Me" sunget af U2 – Batman Forever

### Best Kiss
Natasha Henstridge & Anthony Guidera – Species
- Antonio Banderas & Salma Hayek – Desperado
- Sophie Okonedo & Jim Carrey – Ace Ventura: Når Naturen Kalder
- Winona Ryder & Dermot Mulroney – How to Make an American Quilt
- Aitiana Sanchez-Gijon & Keanu Reeves – A Walk in the Clouds

### Best Action Sequence
Flyver bliver skudt ned af hangar – Bad Boys
- Kampscene – Braveheart
- Underjordisk eksplosion – Broken Arrow
- Drive Through NYC/Subway Explosion And Derailment – Die Hard: With a Vengeance

### Best Fight
Adam Sandler mod Bob Barker – Happy Gilmore
- John Travolta mod Christian Slater – Broken Arrow
- Pierce Brosnan mod Famke Janssen – Goldeneye
- Jackie Chan mod Bad Guys – Rumble in the Bronx

### Best New Filmmaker
- Wes Anderson, instruktør af Bottle Rocket

### Lifetime Achievement Award
- Godzilla